# Jevrem Brković
Jevrem Brković (srb. Јеврем Брковић, ur. 29 grudnia 1933 w Seoce, zm. 24 stycznia 2021) – czarnogórski poeta, pisarz, redaktor, członek Czarnogórskiej Akademii Nauk i Sztuk, zdobywca wielu nagród literackich.

## Życiorys
Urodził się 29 grudnia 1933 w Seoce w banowinie zeckiej. Uczęszczał do szkoły podstawowej w Kopilji i Seoce, a gimnazjum ukończył w Titogradzie i Sarajewie. Tu ukończył Wyższą Szkołę Dziennikarstwa. Swoje pierwsze utwory opublikował w czasopismach Pobjeda, Omladinski pokret, Stvaranje, Zora i Nin.
Z Sarajewa przeprowadził się do Belgradu, gdzie pracował w Instytucie Międzynarodowego Ruchu Pracy Ministerstwa Spraw Zagranicznych (Institut za međunarodni radnički pokret) oraz dla czasopism Borba, Novosti, Rad. W 1958 powrócił do Titogradu i do emerytury pracował w Radiu Titograd.
Założył i był pierwszym kierownikiem teatru pionierskiego w Titogradzie w 1951.
Był założycielem magazynu Ovlje. Był twórcą i redaktorem biblioteki Grlica, w której ukazały się pierwsze książki czarnogórskich poetów. Był inicjatorem i jednym z założycieli Czarnogórskiego PEN Center, Czarnogórskiego Stowarzyszenia Niezależnych Pisarzy (Crnogorsko društvo nezavisnih književnika, CDNK) i Duklańskiej Akademii Nauk i Sztuk (Dukljanska akademija znanosti i umjetnosti, DANU), której był pierwszym dyrektorem. Był założycielem, właścicielem i redaktorem naczelnym dwutygodnika Crnogorski književni list (Czarnogórski Dziennik Literacki).
Ze względu na sytuację polityczną w Czarnogórze Brković wyemigrował do Chorwacji w 1991, gdzie mieszkał i pracował do 1999. Pod koniec października 2006 Jevrem Brkovic oraz jego kierowca i ochroniarz Srdjan Vojicic zostali zaatakowani przez trzech uzbrojonych mężczyzn. Pisarz został pobity, a ochroniarz zginął zastrzelony. Po 13 latach śledztwa czarnogórska policja aresztowała jednego z napastników 37-letniego Željko Vukovicia.
18 grudnia 2015 został wybrany na członka stowarzyszonego Czarnogórskiej Akademii Nauk i Sztuk (Crnogorska akademija znanosti i umjetnosti, CANU), a 18 grudnia 2018 został pełnoprawnym członkiem Akademii.
Zmarł 24 stycznia 2021 w Podgoricy.
Jego syn, Balša Brković, jest pisarzem.

## Nagrody i wyróżnienia
Brković otrzymał wiele nagród:
- Nagroda 13 Lipca (Trinaestojulska nagrada)
- Nagroda grudniowa (Decembarska nagrada)
- Nagroda Stowarzyszenia Pisarzy Czarnogóry (Nagrada Udruženja književnika Crne Gore)
- Nagroda Wieczoru Poezji Ratkovića (Nagrada Ratkovićeve večeri poezije)
- Karta Gorana Kovačicia (Povelje Gorana Kovačića)
- Nagrody za najlepszy tekst dramatyczny o Pozorju Steriji (Nagrade za najbolji dramski tekst na Sterijinom pozorju), 1972
- Nagroda Przylądka Dobrej Nadziei (Nagrada Rt dobre nade), 2005
- Mediterranean Ring Awards, 2007
- Teuta, 2013
- Ali Podrimja Award, 2015

W 2010 roku Brković otrzymał status wybitnego artysty.

## Utwory

### Poezja
- Retorika kiše, Beograd, 1954
- Raport vječnosti, Beograd, 1968
- Ispod samog neba, Grafički zavod, Titograd, 1959
- Osobine noći, Obod, Cetinje, 1962
- Rat se nastavlja, Bagdala, Kruševac, 1964
- Oporuke, Obod, Cetinje, 1969
- Tajna večera, Grafički zavod, Titograd, 1970
- Putovanje Jevrema Preblagog, Obod, Cetinje, 1973
- Brđanska zemlja, Prosveta, Beograd, 1973
- Međudnevica, Prosveta, Beograd, 1975
- Brđanski Homer je mrtav, Veselin Masleša, Sarajevo, 1975
- Krivda i pravda, BIGZ, 1975
- Za ličnu upotrebu, JEŽ, Beograd, 1975
- Moji ljudi, August Cesarec, Zagreb, 1976
- Klasno opredijeljeno proljeće, Pobjeda, Titograd, 1976
- Bašta starca Radosava, Mladost, Zagreb, 1980
- Stolica za stranca, Obod, Cetinje, 1980
- Pustinja, Matica srpska, Novi Sad, 1981
- Zrelo doba, Prosveta, Beograd, 1981
- Kučkini Sinovi, BIGZ, 1984
- Domaće vaspitanje, Srpska književna zadruga, Beograd, 1984
- Dani nikad davni, Kragujevac, 1984
- Vrijeme gradi grad, Univerzitetska riječ, Titograd, 1984
- Starinska magla oko doma, Glas, Banja Luka, 1989
- Staljin, Mocart i Marija Judina, Književni krug, Split, 1989
- Komitske balade, Društvo pjesnikovih prijatelja, Titograd, 1991
- Revolver pod jastukom, Nakladni zavod Matice Hrvatske, Zagreb, 1992
- Prokletstvo, Aurora, Zagreb, 1993
- Pjesme iz crne sveske, Dignitas, Cetinje, 1995
- Ljetopis Domaša Dukljanina, Edok, Zagreb, 1997
- Pjesnik ili Hamlet u progonstvu, Edok, Zagreb, 1998
- Zidanje i razur Kule Ozrovića, Edok, Zagreb, 1998
- Gorkin sine, Duks, Podgorica, 2001
- Traktat o suboti, Duks, Podgorica, 2003
- Jeretički versi, Vijesti, Podgorica, 2009
- Živio i preživio, Vijesti, Podgorica, 2012

### Powieści
- Pantelej na drijenu, Nakladni zavod Matice Hrvatske, Zagreb, 1990
- Kneževi ljudi, A. G. Matoš, Zagreb, 1992
- Kamenštaci, Stvaranje, Titograd, 1985
- Došljaci, osvajanje i pad Beograda, roman u stihu, Duks, Podgorica,
- Crne tačke, Globus, Zagreb, 1988
- Monigreni, Vitagraf, Rijeka, 1992
- Ljubavnik Duklje, DANU, 2007
- Skotna vučica, Vijesti, 2009
- Gospodar kule, Vijesti, 2011

### Opowiadania
- Priče o kostrikovačkom narodu, Ćirpanov, Novi Sad, 1977
- Uzorite Jakvintine kćeri, DANU, Podgorica, 2002

### Dramaty
- Provalija – CNP, 1962
- Svečanost se odlaže – CNP, 1972
- Rupa na nebu – CNP, 1975
- Put generala Dromire – 1988

### Dzienniki
- Dnevnici (pet tomova), DANU, Podgorica, 2007

### Eseje, publicystyka
- Mojkovačka vrata, Obod, Cetinje, 1966
- Ljubljanska drama, Globus, Zagreb, 1986
- Minska polja estetike, Osijek, 1987
- Anatomija morala jednog staljiniste, Globus, Zagreb, 1988
- Lideri, udbaši, generali, CIP, Zagreb, 1990
- Razgovori s noćnom damom, Montenegro, Zagreb, 1991
- Unakaženo lice demokratije, Montenegro, Zagreb, 1991
- Prljavi rat, Mirabo, Zagreb, 1992
- Glosarij, Nacionalna zajednica crnogorskih Hrvata, Zagreb, 1995
- Dukljanski epistolarij, Aurora, Zagreb, 1996
- Pjesnik s potjernice, Aurora, Zagreb, 1997
- Osvjedočeni svjedok, DANU, Podgorica, 2012
- Tajna pisaćeg stola, Vijesti, Podgorica, 2010
- Memoari iz tri doba, Vijesti, Podgorica, 2012

### Dzieła zebrane
- Odabrana poezija (1 tom), Vitagraf, Rijeka, 1992
- Izabrana poezija (5 tomova), Aurora, Zagreb, 1993
- Sabrana djela (30 tomova), Duks, Podgorica, 2002